# Bakhtiyor Ashurmatov
Bakhtiyor Azamovich Ashurmatov est un footballeur ouzbek né le 25 mars 1976 à Kokand en Ouzbékistan. Son neveu Rustamjon est également international ouzbek.

## Carrière

### En club
- 1994-1997 : MHSK Tachkent  Ouzbékistan
- 1998-1999 : Pakhtakor Tachkent  Ouzbékistan
- 2000 : Dustlik Tachkent  Ouzbékistan
- 2001-2002 : Pakhtakor Tachkent  Ouzbékistan
- 2002 : FK Alania Vladikavkaz  Russie
- 2003 : FC Torpedo-Metallurg  Russie
- 2004-2005 : Pakhtakor Tachkent  Ouzbékistan
- 2005-2006 : Krylia Sovetov Samara  Russie
- 2007- : FC Bunyodkor  Ouzbékistan

### En sélection
54 sélections et 1 but avec l'équipe d'Ouzbékistan de football depuis 1997.